# قيادة ريادية
القيادة الريادية هي تنظيم مجموعة من الأفراد لتحقيق هدف مشترك باستخدام السلوك الريادي، وذلك من خلال تحسين المخاطر، والابتكار للاستفادة من الفرص المتاحة، وتحمل المسؤولية الشخصية وإدارة التغيير داخل البيئة الديناميكية لصالح المؤسسة.
تستعين القيادة الريادية بشكل فعال بالمهارات المرتبطة برواد الأعمال من الأفراد الناجحين وتطبقها في البيئة المؤسسية الأكبر. وهذا يعني بشكل خاص داخل المؤسسة تلك الوظائف التي تلاشت فيها هذه المهارات وتم استبدالها بعقلية «مؤسسية» تركز على العملية والأنظمة وتخفيض المخاطر إلى أدنى حد بدلاً من السلوك الريادي.

## التعريفات والنظريات
ظهرت العديد من تعريفات القيادة الريادية الأكثر تفصيلاً...
يساعد أفضل القادة موظفيهم على العمل وفقًا لرؤيتهم الخاصة بالمؤسسة. وينفذ القائد الريادي الأعمال من خلال الإلهام، كما ينظم العلاقات لتحقيق الأهداف المشتركة.
يقوم القائد الريادي بشكل استباقي بتحديد الفرص المتاحة لتحقيق النفع عبر الإبداع والابتكار وفهم السوق، ثم يتحمل مسؤولية توفير ما يحتاجه العملاء من خلال الإدارة الفعالة للمخاطر في سبيل تحسين النتائج التي تعود على كل من المؤسسة والعميل.

### ريادة الأعمال الاجتماعية
ظهر مفهوم رائد الأعمال الاجتماعية مؤخرًا لتعريف الأفراد الذين يعملون لتحقيق المزايا الاجتماعية أو النفع للمجتمع، وليس فقط بدافع الربح. ولا يقصد بذلك المؤسسة الاجتماعية - بالرغم من كونها تساعد كثيرًا في إقامة هذه الأنواع من المؤسسات. يدرك رائد الأعمال الاجتماعية مشكلة اجتماعية ويستخدم مبادئ ريادة الأعمال في تنظيم أحد المشروعات وإقامتها وإدارتها لتحقيق تغيير اجتماعي (مشروع اجتماعي). وبينما يقوم رائد الأعمال التجارية في العادة بتقييم الأداء من خلال الربح والعائد، ينصب تركيز رائد الأعمال الاجتماعية على خلق رأس مال اجتماعي.

## صفات قائد الأعمال الريادية
سيعمل قائد الأعمال الريادية في إطار هيكل تنظيمي له شكل معين، ولكنه يستخدم الأساليب المتوقعة بصورة طبيعية من رائد الأعمال في تحديد الفرص المتاحة لتحقيق النفع. هذا بالإضافة إلى اتسامه بالقدرة على إدارة التغيير للوصول إلى ذلك النفع. وتلزم الإدارة الفعالة للمخاطر وليس تقليلها إلى الحد الأدنى للنجاح في تحقيق هذا النفع الذي كثيرًا ما يكون داخل البيئات المؤسسية. وينبغي أن يتصف قائد الأعمال الريادية بالقدرة على التعلم السريع وفي إطار بيئات يكتنفها الغموض والتغيير، بينما يشرع في الوقت نفسه في توفير بيئة تعلم واضحة ومتناسقة لمن حوله.
يتحمل قائد الأعمال الريادية مسؤولية أفعاله والتي ينبغي أن تكون استباقية وليست تفاعلية. علاوة على ذلك، يفكر في تحقيق النتائج المؤسسية بطريقة ابتكارية ويعمل مع مجموعة متنوعة من الأشخاص والمصادر للوصول إلى هذه الأهداف.

## أمثلة بارزة
لعل أشهر مثال معروف وذائع الصيت على نطاق واسع لقائد الأعمال الريادية هو ستيف جوبز، ولكن هناك العديد من أمثلة الحياة الواقعية في عالم الأعمال وغيرها من المجالات، مثل بيل غيتس ومارك زوكربيرج وريتشارد برانسون.

## معلومات تاريخية
يعود البحث عن صفات أو سمات القادة إلى قرون مضت. وتناولت الكتابات الفلسفية العظيمة على مدى التاريخ منذ كتاب الجمهورية (Republic) لأفلاطون حتى كتاب الحيوات (Lives) لبلوتارخ سؤال «ما الصفات التي تميز الفرد كقائد؟». ويعود أساس هذا البحث إلى الإدراك المبكر لأهمية القيادة وافتراض أنها متأصلة في الصفات التي يمتلكها أفراد معينون. وتعرف فكرة أن القيادة تستند إلى صفات الفرد باسم «نظرية سمات القيادة».
قدم مفهوم القيادة الريادية لأول مرة في عام 2000 ماكغراث وماكميلان اللذان أشارا إلى أنه مطلوب قائد من نوع جديد في الأسواق الديناميكية التي يزداد فيها عدم التيقن والضغط التنافسي. ووصفا ذلك بأنه «القائد الريادي». وتمنح هذه الأسواق أو المواقف السريعة التغيير لهؤلاء القادة الذين ينتهجون أسلوب «الأعمال الريادية» القدرة على استغلال الفرص لتحقيق النفع لمؤسساتهم أسرع من غيرهم.
سعى عدد من المؤسسات إلى إدخال مفهوم القيادة الريادية إلى عالم الأعمال. ومن الأمثلة الجيدة على ذلك البنك العالمي، يو بي إس، الذي استطاع في الفترة من عام 2002 إلى 2006 نشر مفهوم القيادة الريادية بشكل استباقي بين 500 من أفضل قادته. وتم إثبات نجاح هذه الفكرة بتسليط الضوء على التحسينات التي شهدها أداء الفرد والفريق، وكذا الأداء المالي، وأصبح المشروع عنصرًا رئيسيًا في دراسة حالة بكلية الأعمال بجامعة هارفارد، «بنك يو بي إس ينظم الشركة المتكاملة». وحصل البنك بعد ذلك على لقب «أفضل شركة للقادة» (أوروبا) في عام 2005. وكان تنفيذ هذا المشروع في بنك متعدد الفروع منتشر على مستوى العالم أمرًا معقدًا واستلزم عدة سنوات. وتم استعراض ذلك في دراسة حالة أجراها كريس رويبك، الأستاذ الزائر في القيادة التحويلية بكلية كاس لإدارة الأعمال في لندن. وكان رويبك أحد قادة فرق العمل الذين طبقوا أسلوب القيادة الريادية في بنك يو بي إس.
يمكن تطبيق مبادئ القيادة الريادية في عدد من القطاعات وفي مجموعة متنوعة من المؤسسات. وقد أكد نجاح هذا الأسلوب على ملاءمة القيادة الريادية لغالبية المؤسسات التي تهدف إلى تحسين خدمة العميل/المستهلك ومستوى الأداء العام.
لاحظ الأستاذ كريس رويبك أنه في الأمثلة الحديثة لتطبيق القيادة الريادية في المؤسسات، أصبح الرابط لمشاركة الموظف عاملاً أساسيًا في النجاح. وقد سمح ذلك أيضًا بظهور مفهوم وظائف دعم الأعمال الريادية، مثل الموارد البشرية الريادية والدعم الفني الريادي، وذلك لتقديم الدعم للمستهلك أو العميل الذي يتعامل مع أجزاء من المؤسسات.
إن القيادة الريادية ليست أسلوب قيادة مثلما هي تركيز جهود القيادة والموظفين على أفعال معينة، إما ترفع فعالية تقديم الخدمة حاليًا إلى الحد الأقصى أو تهدف إلى تحسينها في المستقبل.

## أساليب القيادة
يشير أسلوب القيادة إلى سلوك القائد. ويكون نتيجة فلسفة القائد وشخصيته وخبرته. علاوة على ذلك، وضع المتخصصون في البلاغة نماذج لاستيعاب القيادة (روبرت هاريمان، الأسلوب السياسي و فيليب جوزيف سالازار، السياسة المفرطة. تقنيات سياسة الهيمنة).

### الأسلوب التشاركي أو الديمقراطي
يفضل أسلوب القيادة الديمقراطي اشتراك المجموعة في صنع القرار. وتأتي تعليمات مثل هذا النوع من القادة بعد استشارة المجموعة. ويمكنه كسب تعاون مجموعته، كما يمكنه تحفيزهم بشكل فعال وإيجابي. ولا تكون قرارات القائد الديمقراطي من جانب واحد، كما هو الحال مع القائد الأوتوقراطي؛ ذلك أنها تنشأ عن مشاورات مع أعضاء المجموعة ومشاركتهم.

### الأسلوب الأوتوقراطي أو المستبد
في ظل أسلوب القيادة الأوتوقراطي، تنحصر كافة سلطات اتخاذ القرارات في يد القائد، كما هو الحال مع الدكتاتور.
لا يتقبل القادة أية اقتراحات أو مبادرات من مرؤوسيهم. وقد كانت الإدارة الأوتوقراطية ناجحة؛ حيث منحت المدير دافعًا قويًا. هذا بالإضافة إلى أنها تسمح بسرعة اتخاذ القرارات، ذلك أن شخصًا واحدًا يكون مسؤولاً عن صنع القرار نيابةً عن المجموعة كلها ويحتفظ بكل قرار لنفسه حتى يشعر بضرورة مشاركته مع باقي أفراد المجموعة.